# Arne Slot
Arne Martijn Slot, född 17 september 1978 i Bergentheim, är en nederländsk fotbollstränare och före detta fotbollsspelare som är tränare för Liverpool FC.

## Karriär
Arne Slot inledde sin karriär som seniorspelare i FC Zwolle 1995. Han spelade även för NAC Breda och Sparta Rotterdam, och avslutade sin karriär 2013. Sin karriär som fotbollstränare inleddes med SC Cambuur år 2016. 2019 tog han över tränarjobbet i AZ Alkmaar som han lämnade 2021 för att ta över Feyenoord. 2024 tog han över som huvudtränare för Liverpool FC där han ersatte Jürgen Klopp. 2024/25 vann han Premier League med Liverpool FC.